# Мавровская, Магдалина Константиновна
Магдалина Константиновна Мавровская (23 февраля [8 марта] 1914 или 8 марта 1914, Маминское, Пермская губерния — 24 мая 2012, Казань) — советская и российская художница, график, народный художник Республики Татарстан (2009).

## Биография
Магдалина Мавровская родилась 23 февраля (8 марта) 1914 года в семье православного священника в селе Маминском Маминской волости Екатеринбургского уезда Пермской губернии, ныне село входит в Каменский городской округ Свердловской области. Отец, Константин Александрович Мавровский был репрессирован, а после освобождения с семьей переехал к дочери в Казань.
В 1931 году переехала в город Казань.
В 1934 году окончила Татарский техникум искусств.
С 1942 года постоянный участник выставок Татарской АССР, зональных и всероссийских, среди которых такие, как «Советская Россия» и «Большая Волга» (II — Волгоград, 1967, июль-август; III — Ульяновск, 1969, ноябрь- декабрь; V — Казань, 1980, март-май). В Казани состоялось шесть персональных выставок Мавровской: 1981 — в Музее А. М. Горького, где работы Мавровской представлены в одном из залов постоянной экспозиции и т. д.
В 1968 году принята в Союз художников СССР, после распада СССР — Союз художников России.
М. Мавровская в 1982 году плодотворно работала в Доме творчества СХ СССР «Челюскинская».
Магдалина Константиновна Мавровская умерла 24 мая 2012 года в городе Казани Республики Татарстан. Прощание было 25 мая 2012 года в выставочном зале Союза художников Республики Татарстан, ул. К.Маркса, 57. Похоронена <где?>.

## Творчество
Внесла значительный вклад в развитие татарской графики. В творческом наследии художницы — пейзажи, портреты, натюрморты, жанровые композиции. Создала ряд ценных акварелей, рисунков, эстампов (офорт, литография, монотипия).
В основе ранних работ М. К. Мавровской, посвящённых Горькому, Тукаю, Пушкину, лежат историко-литературные мотивы.
Основная часть её работ связана с историей культуры Казани.
М. Мавровская — автор более 30 графических серий, получивших широкую известность:
- На родине поэта (Кырлай, Кышлауч),
- Казань в недалеком прошлом («Старая Казань» — 1987),
- Места Л. Н. Толстого в Казани и другие.
- Пейзажная серия рисунков «Абрамцево» (1953, чёрная акварель),
- Труженики волго-танкера «Таймыр»
- Деревня Кокушкино — место первой ссылки В. И. Ульянова — Ленина (1967—1968),
- Булгары (1968—1969),
- Горьковские места в Казани (1976—1979),
- Башни Казанского Кремля (1976—1978) и др.

## Награды и звания
- Народный художник Республики Татарстан, 2009 год[5]
- Заслуженный работник культуры Татарской АССР, 1986 год
- Почетная грамота и диплом Союза художников СССР